# Taça Boa Vista 2022
La Taça Boa Vista de 2022, correspondió a la 28ª edición de la primera ronda del Campeonato Roraimense, y contó con la participación de 6 equipos. Se disputó del 5 de marzo al 5 de abril de 2022.
El equipo campeón garantizó un cupo en la final del Campeonato Roraimense 2022.

## Sistema de disputa
Los seis equipos jugaron todos contra todos, en una sola vuelta, con los cuatro mejores equipos se clasificando a las semifinales.

## Primera fase

### Clasificación
| Pos. | Equipo           | Pts. | PJ | G | E | P | GF | GC | Dif. | Clasificación 2022            |
| ---- | ---------------- | ---- | -- | - | - | - | -- | -- | ---- | ----------------------------- |
| 1    | São Raimundo     | 15   | 5  | 5 | 0 | 0 | 17 | 7  | +10  | Clasificado a las semifinales |
| 2    | Baré             | 9    | 5  | 3 | 0 | 2 | 10 | 9  | +1   | Clasificado a las semifinales |
| 3    | Náutico          | 7    | 5  | 2 | 1 | 2 | 7  | 8  | −1   | Clasificado a las semifinales |
| 4    | Real             | 5    | 5  | 1 | 2 | 2 | 9  | 10 | −1   | Clasificado a las semifinales |
| 5    | Atlético Roraima | 4    | 5  | 1 | 1 | 3 | 9  | 15 | −6   |                               |
| 6    | Rio Negro        | 3    | 5  | 1 | 0 | 4 | 7  | 10 | −3   |                               |

Actualizado a los partidos jugados el 29 de marzo de 2022.
 Fuente: Globo Esporte

### Fixture
- La hora de cada encuentro corresponde al huso horario correspondiente al Estado de Roraima (UTC-4).

| Fecha       | Hora  | Partido          | Partido | Partido          |
| ----------- | ----- | ---------------- | ------- | ---------------- |
| 5 de marzo  | 17:00 | Baré             | 0-3     | Rio Negro        |
| 5 de marzo  | 19:15 | Náutico          | 1-2     | São Raimundo     |
| 8 de marzo  | 18:30 | Real             | 2-2     | Atlético Roraima |
| 8 de marzo  | 20:45 | São Raimundo     | 4-1     | Baré             |
| 12 de marzo | 17:00 | Atlético Roraima | 1-3     | Náutico          |
| 12 de marzo | 19:15 | Rio Negro        | 0-3     | Real             |
| 15 de marzo | 18:30 | Náutico          | 1-1     | Real             |
| 15 de marzo | 20:45 | Baré             | 4-1     | Atlético Roraima |
| 19 de marzo | 17:00 | São Raimundo     | 2-1     | Rio Negro        |
| 19 de marzo | 19:15 | Real             | 0-1     | Baré             |
| 22 de marzo | 18:30 | Náutico          | 1-0     | Rio Negro        |
| 22 de marzo | 20:45 | Atlético Roraima | 1-3     | São Raimundo     |
| 26 de marzo | 17:00 | Rio Negro        | 3-4     | Atlético Roraima |
| 26 de marzo | 19:15 | Baré             | 4-1     | Náutico          |
| 29 de marzo | 18:30 | São Raimundo     | 6-3     | Real             |

## Fase final

### Semifinales
| Fecha      | Hora  | Partido      | Partido | Partido |
| ---------- | ----- | ------------ | ------- | ------- |
| 2 de abril | 17:00 | São Raimundo | 1-0     | Real    |
| 2 de abril | 19:15 | Baré         | 0-1     | Náutico |

### Final
| Fecha      | Hora  | Partido      | Partido | Partido |
| ---------- | ----- | ------------ | ------- | ------- |
| 5 de abril | 19:30 | São Raimundo | 4-1     | Náutico |

## Campeón
| Taça Boa Vista 2022               |
| --------------------------------- |
| São Raimundo Campeón (9.º título) |

## Goleadores
- Actualizado el 5 de abril de 2022.

| Jugador     | Club         | Goles |
| ----------- | ------------ | ----- |
| Branco      | Rio Negro    | 4     |
| Vinni       | Náutico      | 3     |
| Rian        | São Raimundo | 3     |
| Juninho     | São Raimundo | 3     |
| Binho       | Baré         | 3     |
| Matheus Nei | Baré         | 3     |